# William Murphy (acteur)
Pour les articles homonymes, voir William Murphy (homonymie) et Murphy.
William Murphy, parfois crédité Bill Murphy, est un acteur américain né le 9 janvier 1921 à Sacramento, en Californie, et mort dans cette ville le 6 novembre 1989.

## Filmographie partielle
- 1945 : Les Forçats de la gloire (The Story of G.I. Joe), de William A. Wellman
- 1947 : Les Pionniers de la Louisiane (The Prairie), de Frank Wisbar
- 1947 : Embrassons-nous (I Wonder Who's Kissing Her Now) de Lloyd Bacon
- 1948 : La Scandaleuse de Berlin (A Foreign Affair), de Billy Wilder
- 1949 : Le Démon du logis (Dear Wife), de Richard Haydn
- 1950 : Le Fauve en liberté (Kiss Tomorrow Goodbye) de Gordon Douglas
- 1951 : Alerte aux garde-côtes (Fighting Coast Guard), de Joseph Kane
- 1952 : Au royaume des crapules (Hoodlum Empire), de Joseph Kane
- 1953 : Toutes voiles sur Java (Fair Wind to Java), de Joseph Kane
- 1955 : La police était au rendez-vous (Six Bridges to Cross), de Joseph Pevney